# Municipio de Shamokin
El municipio de Shamokin  (en inglés: Shamokin Township) es un municipio ubicado en el condado de Northumberland en el estado estadounidense de Pensilvania. En el año 2000 tenía una población de 2.159 habitantes y una densidad poblacional de 26 personas por km².

## Geografía
El municipio de Shamokin se encuentra ubicado en las coordenadas 40°53′00″N 76°36′59″O / 40.88333, -76.61639.

## Demografía
Según la Oficina del Censo en 2000 los ingresos medios por hogar en la localidad eran de $39,625 y los ingresos medios por familia eran $45,357. Los hombres tenían unos ingresos medios de $32,326 frente a los $25,560 para las mujeres. La renta per cápita para la localidad era de $18,258. Alrededor del 6,3% de la población estaban por debajo del umbral de pobreza.